# Supersonic Acrobatic Rocket-Powered Battle-Cars
Supersonic Acrobatic Rocket-Powered Battle-Cars (abreviado como SARPBC), es un videojuego que combina el fútbol con los vehículos. Fue desarrollado por Psyonix y lanzado en octubre de 2008. Es exclusivo para la consola PlayStation 3. Cuenta con un modo campaña con diferentes minijuegos y torneos contra la IA, además de un modo multijugador offline y online.
Los servidores en línea se cerraron el 24 de enero de 2023

## Mecánica
El juego se asemeja al fútbol, pero utilizando vehículos en lugar de jugadores y una pelota de gran tamaño, y está fuertemente basado en la física. En los partidos pueden participar desde 1 vs 1 hasta 4 vs 4 jugadores distribuidos en dos equipos. Cada vehículo puede utilizar propulsión extra, tanto para acelerar como para desplazarse por el aire, siendo esta una característica fundamental del juego. Dicha propulsión puede recargarse mediante packs distribuidos en el campo de juego y que reaparecen continuamente.
Es posible hacer un salto simple o doble con el vehículo, desde el suelo, el techo o la pared, e impactar la pelota en el aire. El juego además incluye un sistema de logros, pistas musicales personalizadas, y posibilita grabar los partidos para subir el video directamente a la plataforma especializada YouTube.

## Recepción
SARPBC tiene una media de 67 en Metacritic. No tuvo un gran suceso comercial y no fue un juego muy conocido tras su lanzamiento.
Es considerado un juego adelantado a su tiempo, que no logró el mismo éxito que su sucesor, al no poder obtener un impacto similar en las redes sociales, contando con una modesta campaña de marketing.

## Secuela
En julio del 2015, salió una secuela en varias plataformas llamada Rocket League, la cual tuvo un éxito significativamente mayor.